# Pitta nympha

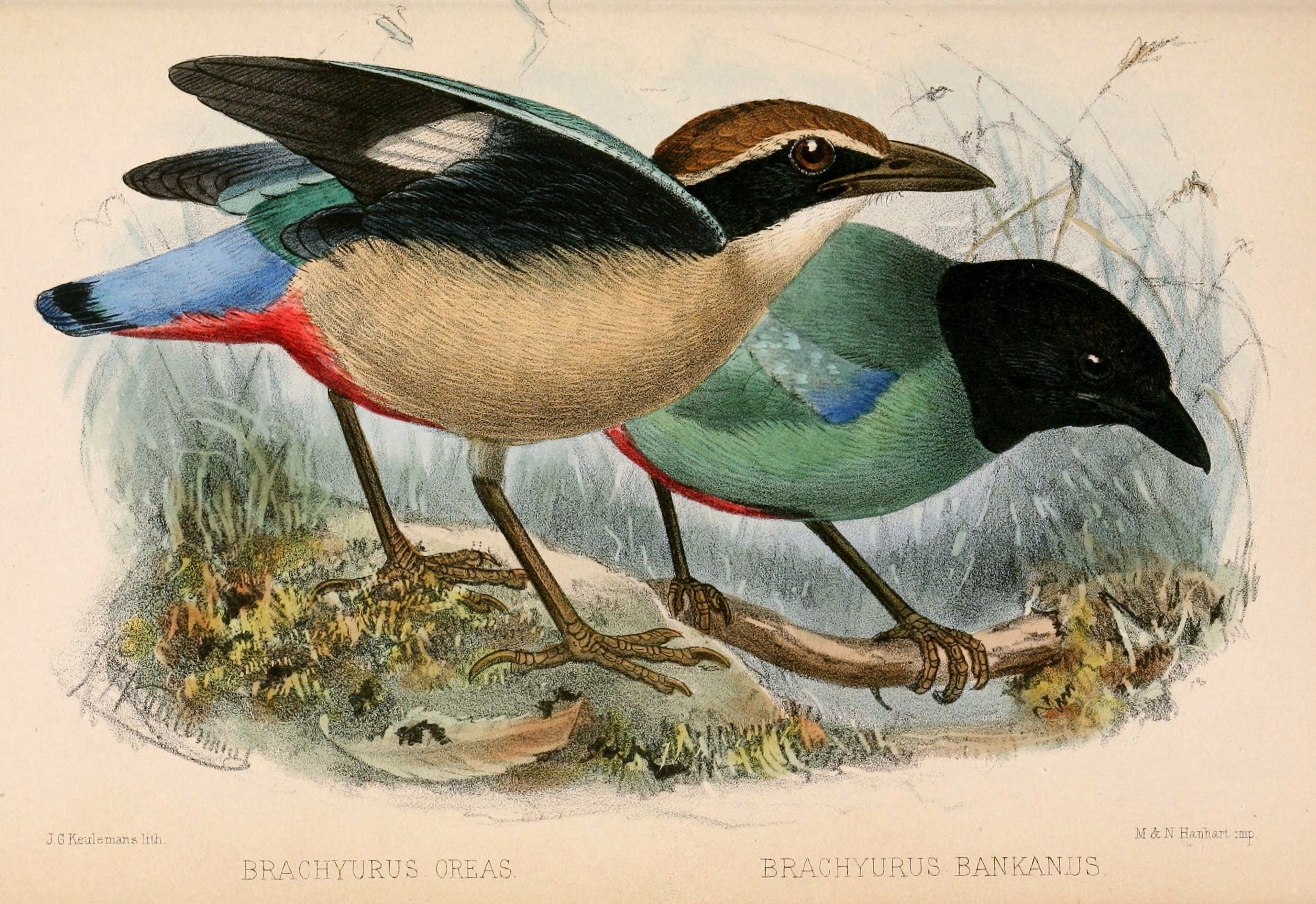
Pitta nympha in primo piano, in secondo piano Pitta sordida

La pitta ninfa (Pitta nympha Temminck & Schlegel, 1850) è un uccello passeriforme della famiglia dei Pittidi. È uno dei simboli della Prefettura di Kōchi.

## Descrizione

### Dimensioni
Raggiunge una lunghezza di 19,5 cm.

### Aspetto
Questi uccelli hanno un aspetto paffuto e massiccio, con ali e coda corte, forti zampe e testa e becco allungati.

Il petto è biancastro, ma dal ventre parte una fascia rossa che continua anche sul sottocoda. Calotta e nuca sono marroni chiare con una sottile linea nera come la banda facciale. Il sopracciglio è bianco. Dorso e ali sono di un verde abbastanza scuro, le remiganti sono nere con una macchia bianca, le copritrici minori azzurre.

## Biologia

### Comportamento
È una specie solitaria che trascorre la maggior parte del giorno cercando cibo nel sottobosco. È territoriale.

### Alimentazione
Anche se preda occasionalmente roditori e piccoli rettili, la sua dieta è composta soprattutto da insetti.

### Riproduzione
Costruisce il nido a non più di 5 m dal suolo. In Taiwan il periodo riproduttivo va da maggio a giugno.

## Distribuzione e habitat
Questa specie sverna in Indonesia e Malaysia, mentre si riproduce in Taiwan, Giappone, Cina e Corea. Vive nelle foreste tropicali.

## Conservazione
Viene classificata come "vulnerabile" (VU) nella lista rossa IUCN; il declino della sua popolazione è dovuto soprattutto alla deforestazione. In passato veniva anche catturata frequentemente per essere allevata come animale da compagnia.

È stata inserita nella seconda categoria di specie della CITES.